# چونتا (خونین-لیما)
چونتا (به اسپانیایی: Chunta) یک کوه در پرو است که در منطقه خونین و منطقه لیما واقع شده‌است. چونتا ۵٬۲۰۸ متر بالاتر از سطح دریا واقع شده‌است.